# Sharabīān
Sharabīān (persiska: شربيان, شَرَبِيان, شَرَبيّان) är en ort i Iran.   Den ligger i provinsen Östazarbaijan, i den nordvästra delen av landet, 400 km nordväst om huvudstaden Teheran. Sharabīān ligger 1 757 meter över havet och antalet invånare är 4 374.
Terrängen runt Sharabīān är platt åt nordost, men åt sydväst är den kuperad. Runt Sharabīān är det ganska tätbefolkat, med 62 invånare per kvadratkilometer. Sharabīān är det största samhället i trakten. Trakten runt Sharabīān består i huvudsak av gräsmarker.